# Активная зона
Акти́вная зо́на ядерного реактора — пространство, в котором происходит контролируемая цепная реакция деления ядер тяжёлых изотопов урана или плутония. В ходе цепной реакции выделяется энергия в виде нейтронного и γ-излучения, β-распада, кинетической энергии осколков деления.
В состав активной зоны входят:
- Ядерное топливо (Основой ЯТ является ядерное горючее — делящееся вещество)
- Замедлитель (в реакторах на тепловых нейтронах)
- Теплоноситель, передающий образующееся тепло за пределы реактора, например для привода электрических генераторов.
- Устройства систем управления и защиты реактора (СУЗ)

Делящееся вещество может быть конструктивно отделено от замедлителя и других элементов активной зоны (гетерогенный реактор), либо быть в смеси с ними (гомогенный реактор).
В качестве замедлителя используют следующие вещества:
- Вода (см. Легководный реактор, Водо-водяной реактор);
- Тяжёлая вода;
- Графит (см. Графито-водный реактор, Графито-газовый реактор);
- Бериллий;
- Органические жидкости.

В качестве теплоносителя применяются или могут применяться:
- Вода (см. Легководный реактор, Водо-водяной реактор);
- Водяной пар (см. Кипящий реактор);
- Тяжёлая вода;
- Органические жидкости (см. Реактор с органическим теплоносителем);
- Гелий;
- Углекислый газ;
- Жидкие металлы (преимущественно натрий) (см. Реактор с жидкометаллическим теплоносителем);
- Расплавы солей (см. MSR)

Снаружи активная зона окружается отражателем для нейтронов, состоящим, как правило, из того же вещества, что и замедлитель. Наличие отражателя необходимо для повышения эффективности использования ядерного топлива и других параметров реактора, так как отражатель возвращает назад в зону часть вылетевших из активной зоны нейтронов.
Теоретически, наилучшей формой активной зоны является шар, как фигура имеющая наименьшую площадь поверхности для заданного объёма, однако по конструктивным соображениям, активную зону чаще всего выполняют в виде цилиндра или по форме, приближенной к цилиндру.